# Еллен Кушнер
Еллен Кушнер (англ. Ellen Kushner, нар. 6 жовтня 1955, Вашингтон, США) — американська письменниця у жанрі фентезі, а також наукової фантастики та фантастики жахів, дитяча письменниця, радіоведуча.

## Біографія
Народилася 6 жовтня 1955 року у Вашингтоні, США у єврейській родині. Дитинство провела у Клівленді, Огайо. Навчалася у коледжі Брін Мар та закінчила Бернард-коледж.
Разом зі своєю дружиною Делією Шерман (письменниця у жанрі фентезі) живе в Нью-Йорку. Вони зіграли весілля 1996 року, а легально одружилися 2004 року в Бостоні. Кушнер ідентифікується як бісексуалка.

## Творчість

### Радіо
У 1996—2010 роках Еллен Кушнер вела радіопрограму «Звук та дух» (англ. Sound & Spirit), у якій досліджувалася музика, міфологія, поезія та людська духовність загалом.
2002 року світ побачив компакт-диск з розповіддю письменниці під назвою «Золотий дрейдл», яку супроводжувала музика з «Лускунчика» Чайковського.
2007 року Кушнер написала сценарій музичної аудіодрами «Відьми Любліна» (в співавторстві з Елізабет Швартц та Єл Сторм), де розповідається історія клезмерських музиканток-єврейок у Європі XVIII сторіччя.

## Нагороди та визнання

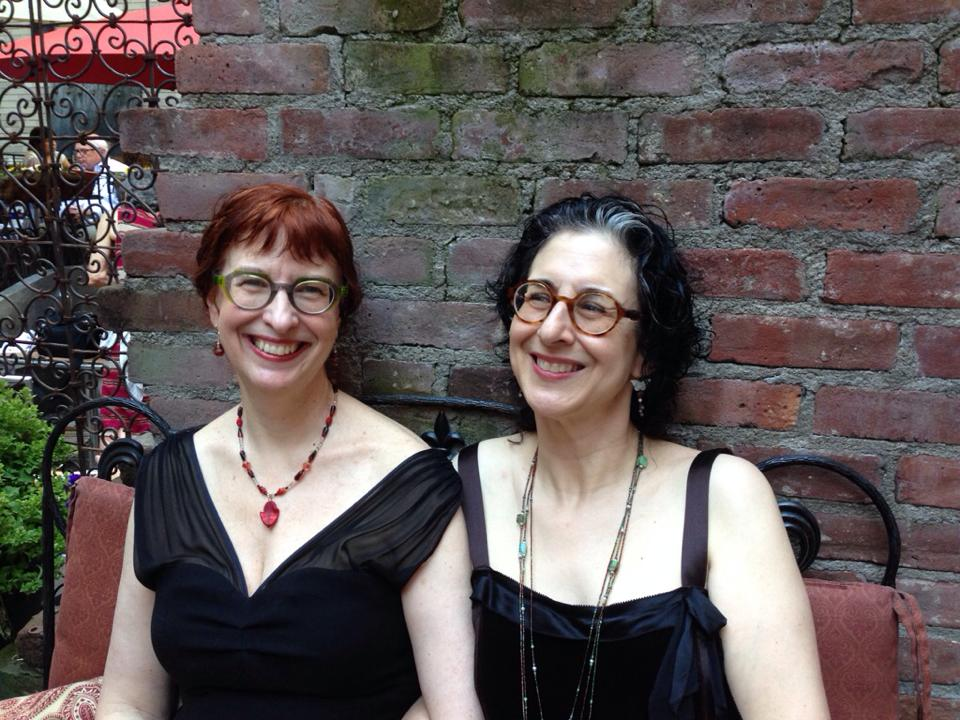
Делія Шерман (зліва) та Еллен Кушнер

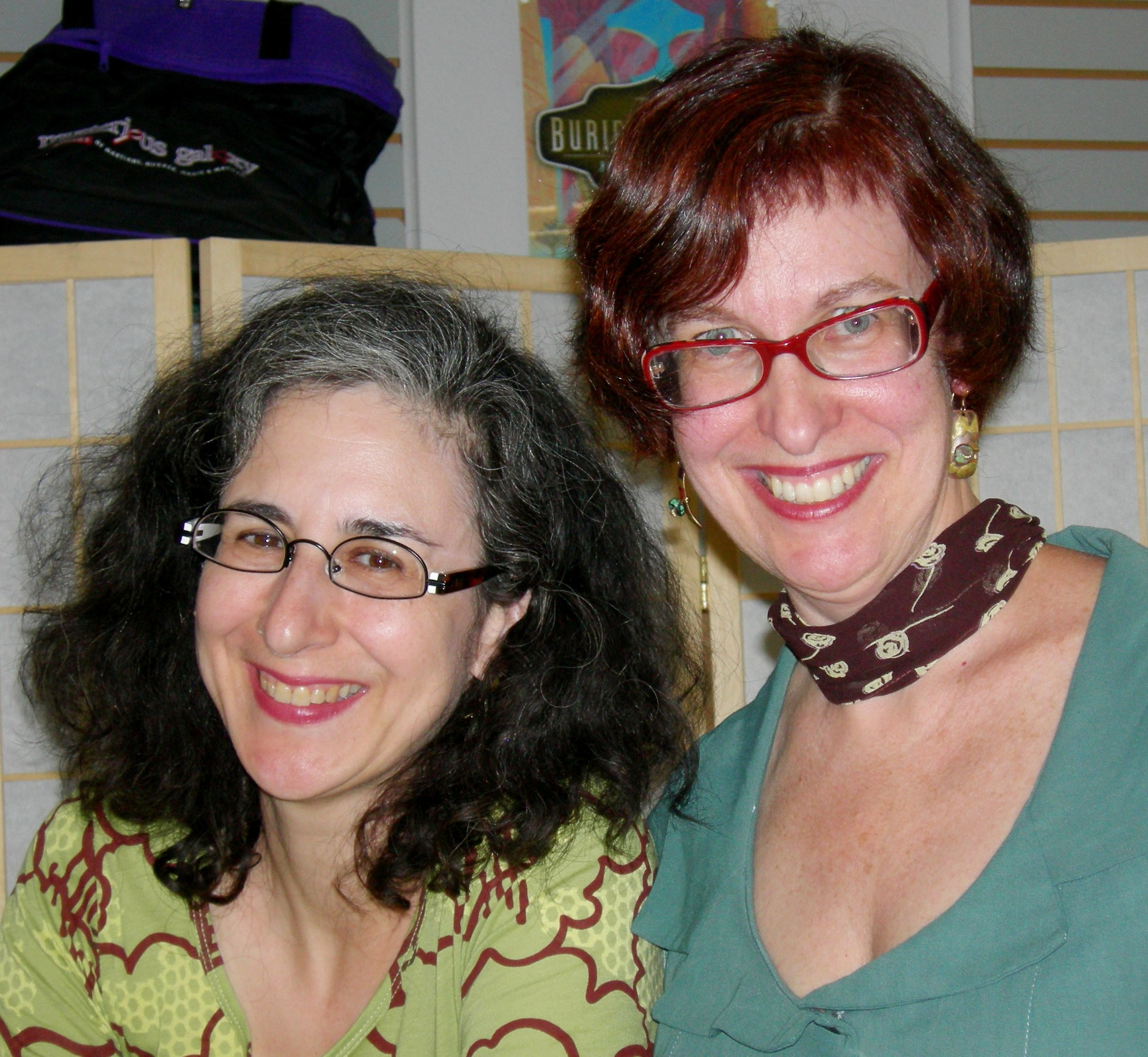
З Делією Шерман, 2007

- 1981 — номінація на премію «Барліг» за антологію «Василіск» (англ. Basilisk)

- 1986 — номінація на премію «Гігамеш» за антологію «Василіск» (англ. Basilisk)

- 1988 — номінація на премію журналу «Хроніки наукової фантастики» (англ. Science Fiction Chronicle) за роман «На вістрі меча» (англ. Swordspoint)

- 1991 — лауреатка Міфопоетичної премії за роман «Томас віршувальник» (англ. Thomas the Rhymer)

- 1991 — лауреатка Всесвітньої премії фентезі за роман «Томас віршувальник» (англ. Thomas the Rhymer)

- 1998 — номінація на Всесвітню премію фентезі за роман «Падіння королів» (англ. The Fall of the Kings)

- 1999 — номінація на Всесвітню премію фентезі за оповідання «Смерть графа» англ. The Death of the Duke

- 2002 — лауреатка премії «Грейсі» за радіопрограму «Золотий дрейдл» (англ. The Golden Dreydl)

- 2003 — номінація на Міфопоетичну премію за роман «Падіння королів» (англ. The Fall of the Kings)

- 2007 — номінація на премію Джеймса Тіптрі-молодшого за роман «Привілей меча» (англ. The Privilege of the Sword)

- 2007 — лауреатка премії «Локус» за роман «Привілей меча» (англ. The Privilege of the Sword)

- 2007 — номінація на премію «Неб'юла» за роман «Привілей меча» (англ. The Privilege of the Sword)

- 2007 — номінація на Всесвітню премію фентезі за роман «Привілей меча» (англ. The Privilege of the Sword)

- 2008 — лауреатка японської премії «Чуття статі» за роман «Привілей меча» (англ. The Privilege of the Sword)

- 2009 — лауреатка фінської премії «Зірка фентезі» за роман «Томас віршувальник» (англ. Thomas the Rhymer)

- 2012 — номінація на премію «Локус» за збірку «Ласкаво просимо до прикордонного міста» (англ. Welcome to Bordertown)

- 2012 — лауреатка премії «Вілбур» за радіопрограму «Відьми Любліна» (англ. The Witches of Lublin)

- 2012 — лауреатка Премії Грейс Аллен за радіопрограму «Відьми Любліна» (англ. The Witches of Lublin)

- 2012 — лауреатка премії «Габріель» за радіопрограму «Відьми Любліна» (англ. The Witches of Lublin)

- 2013 — лауреатка премії «Ауді» за аудіокнигу «На вістрі меча» (англ. Swordspoint)

- 2014 — лауреатка премії «Вілбур» за аудіокнигу «Падіння королів» ((англ. The Fall of the Kings))

- 2014 — лауреатка Великої премії уяви за оповідання «Дика та порочна юність» (англ. A Wild and a Wicked Youth)

- 2017 — номінація на премію «Локус» за збірку «Тремонтейн» (англ. Tremontaine)

### Обери свої власні пригодницькі книги
Книги-ігри:
- 47. Outlaws of Sherwood Forest (Серпень, 1985) — «Злочинці Шервудського лісу»
- 56. The Enchanted Kingdom (Травень, 1986) — «Зачароване королівство»
- 58. Statue of Liberty Adventure (Липень, 1986) — «Пригоди Статуї Свободи»
- 63. Mystery of the Secret Room (Грудень, 1986) — «Таємниця секретної кімнати»
- 86. Knights of the Round Table (Грудень, 1988) — «Лицарі круглого столу»

### Серія «Ріверсайд»
- Swordspoint (1987) — «На вістрі меча»
- The Fall of the Kings (у співавторстві з Делією Шерман) (2002) — «Падіння королів»
- The Privilege of the Sword (2006) — «Привілей меча»
- The Man with the Knives (оповідання, 2010) — «Чоловік з ножами»

### Інші романи
- Thomas the Rhymer (1990) — «Томас віршувальник»
- St. Nicholas and the Valley Beyond the World's Edge (1994) — «Св. Ніколас у долині над краєм світу»

### Як редакторка
- Basilisk (1980) — «Василіск»
- The Horns of Elfland (з Делією Шерман та Дональдом Г. Келлером) (1997) — «Сурми Країни ельфів»
- Welcome to Bordertown (з Голлі Блек) (2011) — «Ласкаво просимо до Прикордонного міста»